# シェーンヴァルト (競走馬)
シェーンヴァルト（欧字名: Schon Wald、2006年3月9日 - ）は、日本の競走馬。主な勝ち鞍に2008年のデイリー杯2歳ステークス。
馬名の意味は、「美しい森（ドイツ語）」。募集総額2000万円で募集口数は40口、 一口価格50万円で設定された。

## 経歴

### 2歳（2008年）
5月頃に岡田稲男厩舎へ入厩し、7月13日に行われたメイクデビュー函館がデビュー戦となり、以降主戦騎手となる北村友一が騎乗してレースに出走したがクビ差で敗れて2着だった。レース後は短期放牧を挟み9月6日の未勝利戦に出走し、デビュー2戦目で初勝利を挙げた。レース後は再び短期放牧を挟み札幌2歳ステークスに出走登録を行ったが当時500万下クラスだったため6頭中2頭出走の抽選対象となり、その結果落選により除外された。その為目標を変更し、デイリー杯2歳ステークスに出走することになった。レースでは道中中団の内を追走し、最後の直線でゴール前で粘るホッコータキオンをクビ差で捕えて重賞競走初挑戦で初勝利を挙げた。勝ちタイムの1分33秒3は2歳コースレコードを記録し、この勝利は鞍上の北村友一と岡田稲男厩舎にとっても重賞競走初勝利となった。次走朝日杯フューチュリティステークスは後方から進出するも7着に敗れた。

### 3歳（2009年）
2009年は2月8日の共同通信杯から始動したが、5着に敗れた。次走はトライアルを使わずに本番の皐月賞に出走。15番人気と低評価だったが、後方から鋭く伸びて4着に入った。続く東京優駿では最後方から最後の直線で伸びて来るものの6着だった。その後、古馬との初対戦となった札幌記念では後方集団から徐々に進出するも最後の直線で失速し10着に終わった。続く神戸新聞杯では後方から追い上げてくるものの7着に敗れた。そして本番の菊花賞では先行集団でレースを進めるも直線で一杯になり8着に敗れた。その後、12月5日の鳴尾記念に出走したが、見せ場なく9着に終わった。

### 4歳（2010年）
2010年は1月5日の中山金杯から始動。向正面で仕掛け、3コーナーから先頭に並びかけたが、最後の直線で伸びあぐねて5着に終わった。続く2月6日の白富士ステークスではトウショウウェイヴの2着と好走した。続く3月7日の大阪城ステークスでは1番人気に推されたが、マヤノライジンの3着に敗れた。4月4日の大阪杯では最後方から追い上げも伸びず8着に終わった。5月9日の都大路ステークスでは好位追走も伸びあぐねて7着に敗れた。その後、準オープンに降格となり7月4日の五稜郭ステークスではスタートからハナを奪い逃げるも直線で後続馬に捕まり4着に敗れた。7月31日の漁火ステークスでは後方から追い込んで3着と好走した。8月21日のマレーシアカップでは3番人気に支持され、レースでは最後方追走も直線ではまったく伸びず14着と大敗した。

### 5歳（2011年）
2011年3月5日のスピカステークスから始動、中団から追いあげるも3着。続く3月19日の但馬ステークスは見せ場なく14着。4月3日の難波ステークスでは道中中団を追走するが伸びあぐねて6着、5月8日のみらい賞では10着、むらさき賞では8着に終わった。ストークステークスでは後方から捲っていったが直線ではまったく伸びず12着と大敗した。ジュライステークスでは中団で掛かってしまい12着。清水ステークスでは後方から追いあげるも6着。ノベンバーステークスでは見せ場なく11着に終わった。12月4日の2011ゴールデンホイップトロフィーでは後方から追い上げてくるものの5着だった。

### 6歳（2012年）
2012年4月21日のオーストラリアトロフィーから始動、中団から伸びて来るものの4着だった。続くストークステークスは中団から追いあげるも5着。新潟日報賞は見せ場なく11着に終わった。修学院ステークスは後方のまま6着に敗れた。

### 7歳（2013年）
3月2日に障害未勝利戦に出走もいいところなく7着に敗れた。続く障害未勝利では飛越時につまづいて落馬。平地に戻って関ケ原ステークス17着を最後に、7月17日付けで競走馬登録を抹消された。

### 引退後
引退後は兵庫県加古川市の大浦牧場ライディングクラブで乗馬となるとされていたが、実際には乗馬クレイン東京に移動。2015年12月頃山口県のクレイン多々良に移り、
2017年には、愛媛国体の成年女子・二段階障害飛越競技に競走馬の時のままの登録名で出場。重枝佑佳（山口県）騎乗で減点0、31秒46のタイムで優勝した。
2023年現在は兵庫県のクレイン加古川に所属している。

## 競走成績
| 年月日 | 年月日 | 年月日 | 競馬場 | 競走名              | 格       | 頭数 | オッズ （人気） | オッズ （人気） | 着順 | 騎手           | 斤量 | 距離（馬場）  | タイム （上り3F） | タイム 差 | 勝ち馬/（2着馬）     |
| 2008   | 7.     | 13     | 函館   | 2歳新馬             |          | 13   | 8.2             | （4人）         | 2着  | 北村友一       | 53   | 芝1800m（良） | 1:53.2（35.4）    | 0.0       | フォーレイカー       |
|        | 9.     | 6      | 札幌   | 2歳未勝利           |          | 12   | 3.4             | （2人）         | 1着  | 北村友一       | 53   | 芝1800m（良） | 1:49.3（35.6）    | -0.2      | （ヒカルプリンス）   |
|        | 10.    | 18     | 京都   | デイリー杯2歳S      | JpnII    | 12   | 5.2             | （3人）         | 1着  | 北村友一       | 55   | 芝1600m（良） | R1:33.3（34.4）   | 0.0       | （ホッコータキオン） |
|        | 12.    | 21     | 中山   | 朝日杯FS            | JpnI     | 16   | 5.9             | （4人）         | 7着  | 北村友一       | 55   | 芝1600m（良） | 1:35.8（35.4）    | 0.7       | セイウンワンダー     |
| 2009   | 2.     | 8      | 東京   | 共同通信杯          | GIII     | 15   | 7.5             | （4人）         | 5着  | 内田博幸       | 57   | 芝1800m（良） | 1:48.1（34.2）    | 0.8       | ブレイクランアウト   |
|        | 4.     | 19     | 中山   | 皐月賞              | JpnI     | 18   | 162.1           | （15人）        | 4着  | 北村友一       | 57   | 芝2000m（良） | 1:59.4（34.9）    | 0.7       | アンライバルド       |
|        | 5.     | 31     | 東京   | 東京優駿            | JpnI     | 18   | 70.2            | （13人）        | 6着  | 北村友一       | 57   | 芝2400m（不） | 2:34.8（39.0）    | 1.1       | ロジユニヴァース     |
|        | 8.     | 23     | 札幌   | 札幌記念            | GII      | 16   | 24.0            | （6人）         | 10着 | 池添謙一       | 54   | 芝2000m（良） | 2:01.4（36.0）    | 0.7       | ヤマニンキングリー   |
|        | 9.     | 27     | 阪神   | 神戸新聞杯          | JpnII    | 14   | 34.6            | （8人）         | 7着  | 秋山真一郎     | 56   | 芝2400m（良） | 2:25.1（34.3）    | 0.9       | イコピコ             |
|        | 10.    | 25     | 京都   | 菊花賞              | JpnI     | 18   | 34.0            | （12人）        | 8着  | 秋山真一郎     | 57   | 芝3000m（良） | 3:04.5（36.5）    | 1.0       | スリーロールス       |
|        | 12.    | 5      | 阪神   | 鳴尾記念            | GIII     | 14   | 22.6            | （6人）         | 9着  | M.キネーン     | 55   | 芝1800m（良） | 1:47.1（33.5）    | 0.6       | アクシオン           |
| 2010   | 1.     | 5      | 中山   | 中山金杯            | GIII     | 16   | 18.8            | （6人）         | 5着  | 北村友一       | 55   | 芝2000m（良） | 2:00.8（36.0）    | 0.0       | アクシオン           |
|        | 2.     | 6      | 東京   | 白富士S             | OP       | 12   | 5.5             | （3人）         | 2着  | 横山典弘       | 55   | 芝2000m（良） | 2:00.8（34.1）    | 0.2       | トウショウウェイヴ   |
|        | 3.     | 7      | 阪神   | 大阪城S             | OP       | 12   | 3.3             | （1人）         | 3着  | 北村友一       | 56   | 芝1800m（稍） | 1:49.7（35.6）    | 0.6       | マヤノライジン       |
|        | 4.     | 4      | 阪神   | 大阪杯              | GII      | 12   | 18.0            | （4人）         | 8着  | 北村友一       | 57   | 芝2000m（良） | 1:59.9（34.5）    | 0.4       | テイエムアンコール   |
|        | 5.     | 9      | 京都   | 都大路S             | OP       | 14   | 6.8             | （3人）         | 7着  | 和田竜二       | 56   | 芝1800m（良） | 1:46.1（34.0）    | 1.3       | シルポート           |
|        | 7.     | 4      | 函館   | 五稜郭S             | 1600万下 | 10   | 4.9             | （2人）         | 4着  | 丸山元気       | 58.5 | 芝2000m（良） | 2:02.1（35.9）    | 0.3       | マイネルキーロフ     |
|        | 7.     | 31     | 函館   | 漁火S               | 1600万下 | 14   | 5.5             | （2人）         | 3着  | 丸山元気       | 57   | 芝1800m（良） | 1:49.8（35.2）    | 0.4       | トーセンジョーダン   |
|        | 8.     | 21     | 札幌   | マレーシアC         | 1600万下 | 16   | 6.9             | （3人）         | 14着 | 安藤勝己       | 58.5 | 芝2000m（良） | 2:00.4（34.5）    | 0.7       | ミッキーミラクル     |
| 2011   | 3.     | 5      | 中山   | スピカS             | 1600万下 | 8    | 9.0             | （4人）         | 3着  | 北村友一       | 57   | 芝1800m（良） | 1:48.1（35.0）    | 0.6       | ダイワファルコン     |
|        | 3.     | 19     | 阪神   | 但馬S               | 1600万下 | 16   | 16.5            | （8人）         | 14着 | 藤岡佑介       | 58   | 芝2000m（良） | 2:03.0（33.6）    | 0.8       | ミッキーパンプキン   |
|        | 4.     | 3      | 阪神   | 難波S               | 1600万下 | 18   | 13.8            | （6人）         | 6着  | 横山典弘       | 58   | 芝1800m（良） | 1:46.0（34.9）    | 0.6       | ストロングリターン   |
|        | 5.     | 8      | 東京   | みらい賞            | 1600万下 | 14   | 21.2            | （9人）         | 10着 | C.ウィリアムズ | 57   | 芝1600m（良） | 1:33.5（33.5）    | 0.7       | シルクアーネスト     |
|        | 5.     | 29     | 東京   | むらさき賞          | 1600万下 | 18   | 19.9            | （7人）         | 8着  | C.ウィリアムズ | 57.5 | 芝1800m（不） | 1:52.2（37.0）    | 0.8       | リリエンタール       |
|        | 6.     | 18     | 阪神   | ストークS           | 1600万下 | 15   | 25.0            | （8人）         | 12着 | 北村友一       | 57   | 芝1600m（良） | 1:34.1（34.6）    | 0.9       | エアラフォン         |
|        | 7.     | 9      | 京都   | ジュライS           | 1600万下 | 18   | 50.1            | （8人）         | 12着 | 北村友一       | 57   | 芝1400m（良） | 1:22.5（33.8）    | 1.5       | エーシンリターンズ   |
|        | 10.    | 16     | 京都   | 清水S               | 1600万下 | 15   | 70.5            | （13人）        | 6着  | 秋山真一郎     | 56   | 芝1600m（稍） | 1:33.6（34.0）    | 0.4       | ミキノバンジョー     |
|        | 11.    | 13     | 東京   | ノベンバーS         | 1600万下 | 14   | 55.3            | （10人）        | 11着 | 丸山元気       | 56   | 芝1800m（良） | 1:48.3（34.1）    | 0.7       | ムーンリットレイク   |
|        | 12.    | 4      | 阪神   | ゴールデンホイップT | 1600万下 | 15   | 63.0            | （11人）        | 5着  | 岩田康誠       | 58   | 芝1600m（良） | 1:34.3（33.6）    | 0.2       | アスカクリチャン     |
| 2012   | 4.     | 21     | 京都   | オーストラリアT     | 1600万下 | 14   | 45.8            | （13人）        | 4着  | 秋山真一郎     | 57   | 芝1600m（良） | 1:33.0（34.9）    | 0.1       | ブレイブファイト     |
|        | 6.     | 3      | 阪神   | ストークS           | 1600万下 | 9    | 5.7             | （4人）         | 5着  | 秋山真一郎     | 57   | 芝1600m（良） | 1:34.2（33.4）    | 0.5       | スマートシルエット   |
|        | 7.     | 15     | 新潟   | 新潟日報賞          | 1600万下 | 13   | 11.1            | （5人）         | 11着 | 吉田豊         | 57   | 芝1600m（稍） | 1:33.4（33.5）    | 0.7       | レインスティック     |
|        | 11.    | 10     | 京都   | 修学院S             | 1600万下 | 8    | 28.7            | （6人）         | 6着  | 秋山真一郎     | 57   | 芝1600m（良） | 1:34.7（33.6）    | 0.6       | ダノンプログラマー   |
| 2013   | 3.     | 2      | 阪神   | 障害4歳上未勝利     |          | 8    | 6.6             | （2人）         | 7着  | 西谷誠         | 60   | 障2970m（稍） | 3:28.6（14.0）    | 5.8       | メイショウタクミ     |
|        | 4.     | 14     | 阪神   | 障害4歳上未勝利     |          | 14   | 13.8            | （4人）         | 中止 | 五十嵐雄祐     | 60   | 障2970m（良） |                   |           | アルバトン           |
|        | 7.     | 13     | 中京   | 関ケ原S             | 1600万下 | 18   | 173.8           | （12人）        | 17着 | 太宰啓介       | 57   | 芝2000m（良） | 2:04.0（36.3）    | 2.7       | ニューダイナスティ   |

## 血統表
| シェーンヴァルトの血統（ゼダーン系／Northern Dancer 4×4=12.50%、Special 4×5=9.38%、Thong・Ridan 5×5=6.25%） | シェーンヴァルトの血統（ゼダーン系／Northern Dancer 4×4=12.50%、Special 4×5=9.38%、Thong・Ridan 5×5=6.25%） | シェーンヴァルトの血統（ゼダーン系／Northern Dancer 4×4=12.50%、Special 4×5=9.38%、Thong・Ridan 5×5=6.25%） | （血統表の出典） | （血統表の出典） |
| 父 ジャングルポケット 1998 鹿毛                                                                             | 父の父*トニービン Tony Bin 1983 鹿毛                                                                        | *カンパラ                                                                                                   | Kalamoun         | Kalamoun         |
| 父 ジャングルポケット 1998 鹿毛                                                                             | 父の父*トニービン Tony Bin 1983 鹿毛                                                                        | *カンパラ                                                                                                   | State Pension    |                  |
| 父 ジャングルポケット 1998 鹿毛                                                                             | 父の父*トニービン Tony Bin 1983 鹿毛                                                                        | Severn Bridge                                                                                               | Hornbeam         | Hornbeam         |
| 父 ジャングルポケット 1998 鹿毛                                                                             | 父の父*トニービン Tony Bin 1983 鹿毛                                                                        | Severn Bridge                                                                                               | Priddy Fair      |                  |
| 父 ジャングルポケット 1998 鹿毛                                                                             | 父の母*ダンスチャーマー Dance Charmer 1990 黒鹿毛                                                           | Nureyev | Northern Dancer  | Northern Dancer  |
| 父 ジャングルポケット 1998 鹿毛                                                                             | 父の母*ダンスチャーマー Dance Charmer 1990 黒鹿毛                                                           | Nureyev | Special          |                  |
| 父 ジャングルポケット 1998 鹿毛                                                                             | 父の母*ダンスチャーマー Dance Charmer 1990 黒鹿毛                                                           | Skillful Joy                                                                                                | Nodouble         | Nodouble         |
| 父 ジャングルポケット 1998 鹿毛                                                                             | 父の母*ダンスチャーマー Dance Charmer 1990 黒鹿毛                                                           | Skillful Joy                                                                                                | Skillful Miss    |                  |
| 母 シェーンクライト 1999 鹿毛                                                                               | 母の父*エリシオ Helissio 1993 鹿毛                                                                          | Fairy King                                                                                                  | Northern Dancer  | Northern Dancer  |
| 母 シェーンクライト 1999 鹿毛                                                                               | 母の父*エリシオ Helissio 1993 鹿毛                                                                          | Fairy King                                                                                                  | Fairy Bridge     |                  |
| 母 シェーンクライト 1999 鹿毛                                                                               | 母の父*エリシオ Helissio 1993 鹿毛                                                                          | Helice | Slewpy           | Slewpy           |
| 母 シェーンクライト 1999 鹿毛                                                                               | 母の父*エリシオ Helissio 1993 鹿毛                                                                          | Helice | Hirondelle       |                  |
| 母 シェーンクライト 1999 鹿毛                                                                               | 母の母*カロギャル Caro Gal 1988 鹿毛                                                                        | Caro | *フォルティノ    | *フォルティノ    |
| 母 シェーンクライト 1999 鹿毛                                                                               | 母の母*カロギャル Caro Gal 1988 鹿毛                                                                        | Caro | Chambord         |                  |
| 母 シェーンクライト 1999 鹿毛                                                                               | 母の母*カロギャル Caro Gal 1988 鹿毛                                                                        | Delso | More So          | More So          |
| 母 シェーンクライト 1999 鹿毛                                                                               | 母の母*カロギャル Caro Gal 1988 鹿毛                                                                        | Delso | Ridell F-No.4-n  |                  |

- 半妹グリューネワルトの産駒に2021年福島牝馬ステークス勝ち馬のディアンドル。